# Oveco (obispo de Oviedo)
Oveco (m. 957/958), fue un obispo de Oviedo cuyo episcopado, que comenzó en 913/914, duró casi medio siglo. Era miembro de una familia aristocrática, la misma a la que perteneció posteriormente el conde Piniolo Jiménez, el fundador del monasterio de San Juan Bautista de Corias.
Mientras que la ciudad de Oviedo y su diócesis fueron eclipsadas en las fechas cuando Oveco fue nombrado obispo debido al traslado de la corte de Oviedo a León por el rey García I, en la cima de su carrera, durante el reinado turbulento del rey Ramiro II de León, fue el obispo primado del reino y su ciudad llamada sedem regum (sede de los reyes). 

## Primeros años
Según Manuel Risco, el pontificado de Oveco comenzó en 913 y terminó en 920, año probable de su muerte. El canónigo Carlos González de Posada afirmó que después del episcopado de Flacino, existieron otros dos obispos titulares, Hermenegildo II (915-922) y Flacino II (923-925) que gobernaron la sede ovetense antes que Oveco.
Aunque Oveco confirmó un documento fechado el 27 de junio de 912 como Oveco Ovetensis sedis episcopus, su predecesor, Flacino, aún era obispo en ese año y es probable que el copista se equivocara y el año correcto fuese el 913. Un diploma del 1 de diciembre de 914 de la Catedral de Mondoñedo es el primero que no ofrece lugar a dudas de que Oveco ya era obispo. El 25 de enero de 915, Oveco participó en un concilio de obispos que se celebró en Zamora para discutir la restauración de las diócesis de Tuy y de Lamego así como la devolución de ciertas propiedades que varios obispos tenían en su poder para su sustento durante el periodo en que las ciudades estaban bajo el control del Emirato de Córdoba pero que en realidad pertenecían a la díocesis de Iria Flavia.

## Obispo primado del reino
Oveco confirmó varios diplomas reales del rey Ordoño II en 916 y 917 algunos de autenticidad dudosa. Uno de ellos, relacionado con la consagración de una iglesia en León y la coronación de Ordoño en dicha ciudad —9 de enero de 916—ha despertado dudas por el tiempo transcurrido desde la fecha en que Ordoño sucedió al trono (914) y su supuesta coronación dos años después. Aunque el obispo no figura en ningún diploma expedido en 918 o 919, su importancia queda patente por el lugar que ocupa en la lista de los confirmantes de una donación del rey Ordoño II el 12 de abril de 929 al monasterio de san Cosme y san Damián. La firma de Oveco aparece justo después del rey Ordoño, su hermano Fruela II, y otro hermano, el infante Gonzalo, también hijo de Alfonso III y archidiácono de la catedral de Oviedo. En otro documento real del 1 de agosto de 922, Oveco confirma en primer lugar en la lista de los obispos.  Cuando Fruela, que ya había gobernado Asturias,  sucedió a su hermano Ordoño, la corte se trasladó en 924 desde León a Oviedo.  El 17 de septiembre de 924, Oveco confirmó un diploma real como obispo de la sedis Regis Ovetensis.  En otro documento del mismo año, confirmó por primera vez Obecco Dei gratia eps (Oveco, obispo por la gracia de Dios), y utilizó la misma fórmula en otro documento del 9 de febrero de 937.
Hacia finales de 927, se celebró un concilio presidido por los reyes Alfonso IV de León, hijo de Ordoño II y sucesor de Fruela II, y su hermano mayor, Sancho Ordóñez, entonces rey de Galicia. El concilio se había reunido para tratar la desorganización del monasterio de Santa María en Loio.  Oveco figura en las actas del concilio, con fecha 23 de diciembre, en segundo lugar como Sancti Saluatoris ouetensis eps (obispo de San Salvador de Oviedo). Debido a que al mismo tiempo gobernaba la sede de León el obispo Oveco Núñez, resulta difícil identificar al obispo Oveco de Oviedo en varios documentos. En 933, ambos Ovecos, el de Oviedo y el de León, confirmaron documentos reales del rey Ramiro II de León y de la reina Urraca.  Durante el reinado de Ramiro II, Oveco de Oviedo normalmente aparece confirmando el primero entre los obispos.
El 13 de septiembre de 936, el conde Froila Gutiérrez, actuando con su esposa, donó un terreno a su hermano san Rosendo para la construcción de un monasterio, conocido posteriormente como el monasterio de Celanova. El obispo Oveco confirmó la donación pero, al no mencionar su diócesis, no se sabe si fue el obispo Oveco de Oviedo o el de León.  En 938, el obispo Oveco de Oviedo confirmó una donación de Ilduara Ériz, la madre de san Rosendo, al monasterio de Celanova. En septiembre de 942, san Rosendo nombró al abad de Celanova y donó numerosos bienes al monasterio. El rey Ramiro confirma en primer lugar, seguido por san Rosendo y después por Oveco que confirma con la fórmula gerens pastorali cura Ouetencis ecclesia et regia sedem. El documento está datado como el anno feliciter decimo in sedem regum Ouetho ("felizmente el décimo año [del reinado de Ramiro II] en la sede real de Oviedo) lo cual indica la importancia de Oviedo en el reino bajo el reinado de Ramiro, aunque León seguía siendo la capital del reino. El último diploma de Ramiro II que confirmó Oveco está datado el 25 de mayo de 948.
En 951, Oveco confirma dos diplomas del rey Ordoño III de León, el sucesor de Ramiro II.  Después de esa fecha, solamente aparece en dos documentos de 953 y 957, tal vez debido a su edad avanzada. Manuel Risco afirmó que Oveco había fallecido en 962 mientras que Palomeque Torres opina que es más probable que hubiese fallecido en 957 o 958.
| Predecesor: Flacino | Obispo de Oviedo 913/914-957/958 | Sucesor: Diego I |